# NGC 1097
NGC 1097 је спирална галаксија у сазвежђу Пећ која се налази на NGC листи објеката дубоког неба.
Деклинација објекта је - 30° 16' 32" а ректасцензија 2h 46m 19,5s. Привидна величина (магнитуда) објекта NGC 1097 износи 9,5 а фотографска магнитуда 10,3. Налази се на удаљености од 17,495 милиона парсека од Сунца. NGC 1097 је још познат и под ознакама ESO 416-20, MCG -5-7-24, UGCA 41, IRAS 02441-3029, ARP 77, AM 0244-302, PGC 10488.